# アジメール・シン
アジメール・シン（Ajmer Singh、1940年2月1日 - 2010年1月27日)は、インドのパンジャーブ州サングルール県出身の陸上競技選手。専門は短距離走。
1966年にタイのバンコクで開催されたアジア競技大会では400メートル走で金メダル、200メートル走で銀メダルを獲得した。1966年、その功績をたたえてインドの優秀なスポーツ選手に贈られるアルジュナ賞を受賞している。